# Brèche de faille
Pour les articles homonymes, voir Brèche (roche).

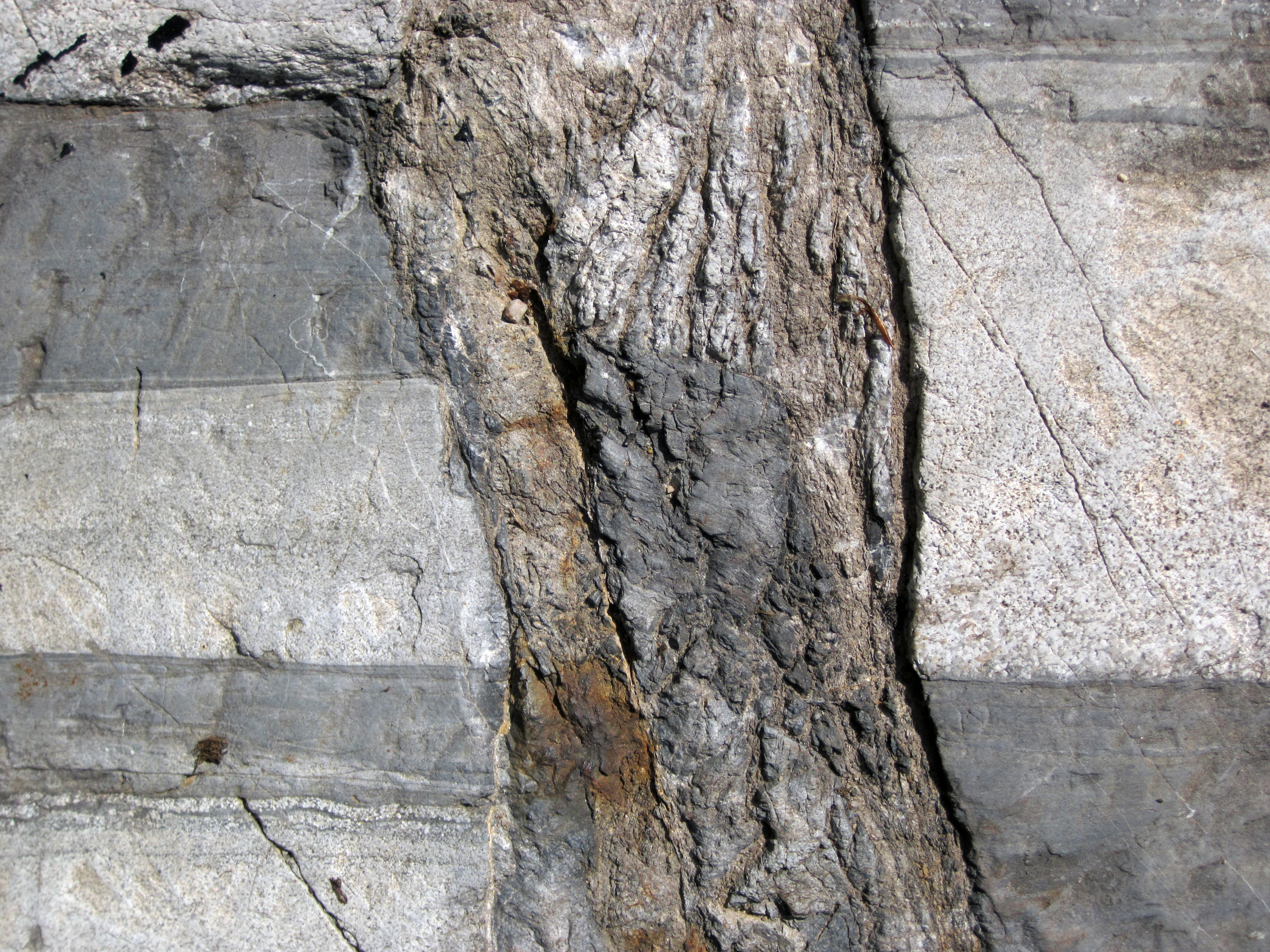
Zone de brèche de faille (métagrywacke et ardoise interstratifiées) dans le Précambrien du Minnesota, aux États-Unis.

La brèche de faille, ou brèche tectonique (de l'italien : (it) breccia), est une brèche (type de roche constitué de clastes angulaires) formée par des forces tectoniques.
La brèche de faille est une tectonite (en) (roche marquée par les mouvements tectoniques et microtectoniques) d'une zone de faille donnée. La bréchification dans les zones de faille influence l'hydrogéologie de la zone de faille dans son interaction avec les eaux souterraines et les gisements de pétrole.

## Origine
Les brèches de faille sont formées principalement par un mouvement tectonique le long d'une zone de déformation cassante (zone de faille) dans une formation rocheuse ou une région.
Le broyage et l'abrasion qui se produisent lorsque les deux côtés de la zone de faille se frottent l'un contre l'autre produisent des fragments meubles. En raison de ces interstices de matériaux fragmentés, les zones de failles sont facilement infiltrées par les eaux et permettent l'alimentation des réseaux hydrogéologiques.

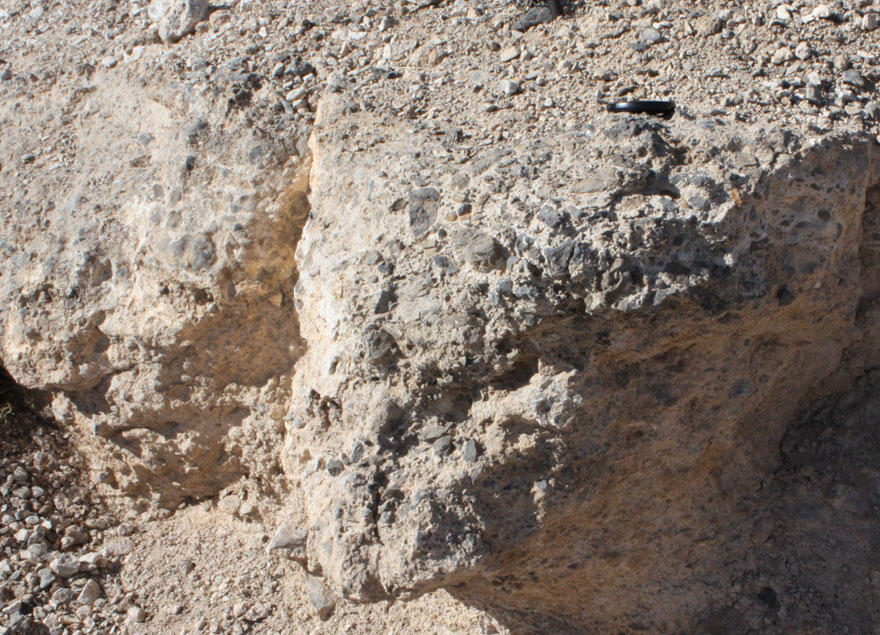
Brèche de faille de Keystone Thrust, Red Rock Canyon National Conservation Area, au Nevada.

Des minéraux secondaires tels que la calcite, l'épidote, le quartz ou le talc peuvent précipiter l'eau d'infiltration, remplissant les vides et cimentant la roche. Cependant, lorsque le mouvement tectonique le long de la zone de faille se poursuit, le ciment lui-même peut être fragmenté, conduisant à la formation d'une nouvelle gouge (en) contenant des clastes néoformés.
Les roches des zones de faille peuvent aussi se bréchifier plus profondément dans la croûte terrestre, à des niveaux où les températures et les pressions sont plus élevées, mais elles conservent leur cohésion interne. Le type de roche qui en résulte s'appelle une cataclasite.

## Propriétés
La brèche de faille n'a pas de cohésion, il s'agit normalement d'un type de roche non consolidée, bien qu'une cémentation puisse s'opérer à un stade ultérieur. On distingue parfois la gouge de faille (en) et la brèche de faille par la granulométrie, celle de la gouge étant plus fine.
Les zones de brèche et de gouge de faille dans les roches peuvent constituer un danger lors la construction de tunnels et de mines, car elles forment des zones meubles dans la roche pouvant s'effondrer plus facilement.